# EKT Gdynia
EKT Gdynia – polski zespół założony w 1986 roku w Kieleńskiej Hucie z inicjatywy Jana Wydry. Jego nazwa wywodzi się od Elitarnego Klubu Turystycznego, mającego swoją siedzibę w Gdyni. Karierę rozpoczynali śpiewając piosenki turystyczne (wyróżnienie na festiwalu "Włóczęga" w Zielonej Górze w 1986 roku), by z czasem ewoluować do roli jednego z najpopularniejszych w Polsce zespołów wykonujących piosenkę żeglarską. Filarami zespołu, prócz założyciela, głównego wokalisty, autora tekstów oraz muzyki, Jana Wydry, był Ireneusz Wójcicki oraz perkusista Jacek Fimiak. Z zespołem blisko współpracowali również między innymi Józef Kaniecki (skrzypce), Zdzisław Szczypka (harmonijka ustna) i Krzysztof Jurkiewicz (śpiew, drumla, mandolina).
3 marca 2006 we Wrocławiu odbył się koncert z okazji 20-lecia istnienia zespołu. W gali wzięli udział m.in. Gdańska Formacja Szantowa, Ryczące Dwudziestki, Orkiestra Samanta oraz Sąsiedzi. Kilka miesięcy później u jednego z członków zespołu, Irka "Messaliny" Wójcickiego, zdiagnozowano złośliwy nowotwór skóry wykluczający go na kilka miesięcy z życia artystycznego. Jesienią tegoż roku odbyła się seria koncertów w największych miastach Polski (Warszawa, Łódź, Wrocław, Kielce), połączonych ze zbiórką pieniędzy na leczenie artysty. W nocy z 25 na 26 listopada 2011 Wójcicki zmarł z powodu nawrotu choroby. Pogrzeb odbył się 2 grudnia 2011 r. na cmentarzu Ewangelicko-Augsburskim w Łodzi.

## Członkowie zespołu

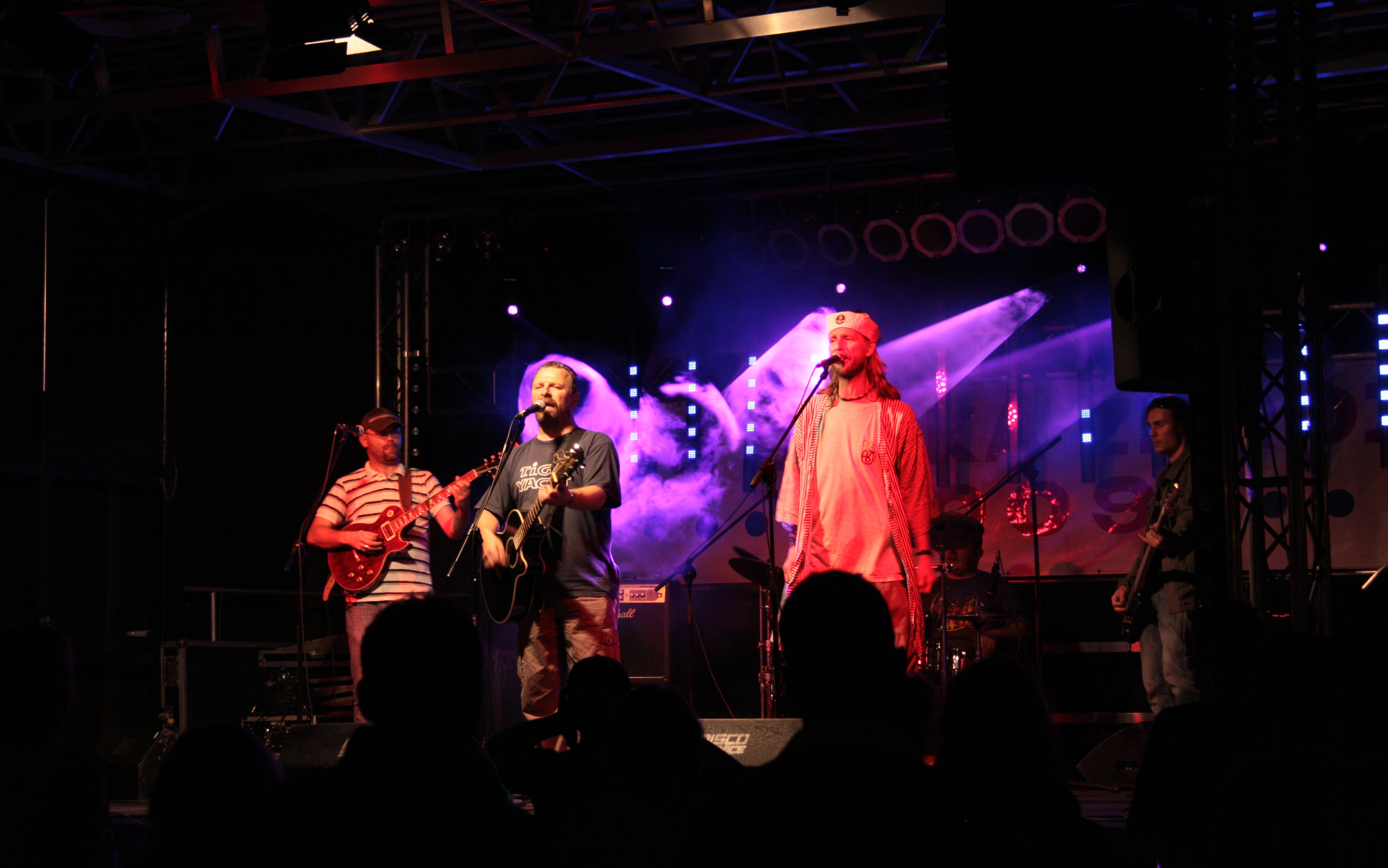
Koncert w Busku-Zdroju, 22.08.2009 r.

### Obecny[kiedy?]skład zespołu
- Jan Wydra – śpiew, gitara akustyczna
- Jacek Fimiak – perkusja, śpiew
- Marcin Ritter – gitara basowa, śpiew
- Krzysztof Kowalewski – gitara
- Kamil Szewczyk – gitara basowa

### Poprzedni skład zespołu
- Ireneusz Wójcicki – śpiew, instrumenty akustyczne (do 2011 roku)
- Waldemar Iłowski – gitara, bas, śpiew
- Leszek Wydra – akordeon, śpiew
- Krzysztof Szmigiero – gitara elektryczna
- Mariusz Borkowski – gitara basowa (do 1998 roku)
- Marcin Sauter – gitara basowa, śpiew
- Ola Wagiel-Moszyk – śpiew
- Bożena Elimer – śpiew
- Józef Elimer – gitara, śpiew
- Dariusz Urbaniak – harmonijka ustna, śpiew

## Dyskografia
- Ja stawiam (1990)
- Oczywiście (1994)
- Wreszcie płynę (1998, reedycja 2005)
- Pójdę przez morze (1999, reedycja 2005)